# Університет імені Ришарда Лазарського
Університет імені Ришарда Лазарського (пол. Uczelnia Łazarskiego) — польский приватний університет. Є одним з найстарших польських недержавних університетів і є одним з провідних у галузі економіки та права.

## Історія
Основи навчального процесу університету були закладені 1957 року із заснуванням Ришардом Лазарським школи стенотипії, стенографії та іноземних мов. Початок навчальної діяльності Університе́т імені Ришарда Лазарського датується липнем 1993 року, коли на основі рішення міністра освіти і запису в реєстр недержавних університетів Міністерства освіти (за номером 22) з'явилась Вища школа торгівлі.
В 1997 році, був створений факультет права, а університет був перейменований у Вищу школу торгівлі і права.
В червні 2000 року університет через визнання заслуг і величезних професійних досягнень доктора Ришарда Лазарського (засновника і першого ректора університету) міністр освіти затвердив рішення про присвоєння університету його імені. Наступних 10 років університет функціонував як Вища школа торгівлі і права імені Ришарда Лазарського.
В липні 2010 року за рішенням міністра науки і вищої освіти університет змінив офіційну назву на Університе́т імені Ришарда Лазарського.

## Університетська влада
- Ректор — професор доцент Кристина Іґліцька-Окульська (Krystyna Iglicka - Okólska).
- Декан факультету економіки та управління — професор доцент Боґна Ґавронська-Новак (Bogna Gawrońska-Nowak).
- Декан юридичного факультету — доктор Мєчислав Блоньский (Mieczysław Błoński).

## Міжнародна робота навчального закладу
Університет імені Ришарда Лазарського показав високий рівень міжнародної роботи: 140 студентів брало участь у студентському обміні в рамках програми Erasmus у 2006/2007 навчальному році. Близько 300 іноземних студентів з 30 країн щороку вступають до університету. І це один з найвищих показників серед недержавних ВНЗ. 52 навчальні заклади співпрацюють з університетом торгівлі та права імені Ришарда Лазарського в області обміну студентів та викладачів. Багато професорів з престижних іноземних університетів викладає саме в цьому університеті. Налагоджена співпраця з вищими навчальними закладами США та Великої Британії.
Університет імені Ришарда Лазарського отримував акредитацію американського Делаверського Департаменту освіти(Delaware Department of Education). ВНЗ встановив співпрацю з престижними американськими університетами: Джорджтаунського університету (Georgetown University) у Вашингтоні, університет Кентуккі (University of Kentucky) у Лексингтоні, університет Вісконсіна (University of Wisconsin) у Ла Кросі. Від середини червня 2008 року спільно з університетом Вісконсіна у Ла Кросі розпочала діяти англомовна програма МВА, акредитована найстаршою інституцією цього типу Асоціації з розвитку університетських шкіл бізнесу (Association to Advance Collegiate School of Business). Студенти МВА один семестр навчаються у США.
Крім того, університет імені Ришарда Лазарського пропонує програми «подвійного диплому», після закінчення яких випускник отримує 2 дипломи: університету імені Ришарда Лазарсьвого та університет Ковентрі у Великій Британії. Університет Ковентрі — це один із найкращих університетів у Великій Британії. Це тільки підтверджує той факт, що всі випускники Лазарського університету, отримавши два іноземних дипломи, мають великі можливості при працевлаштуванні.
Університет імені Ришарда Лазарського вже багато років здобуває високі бали у рейтингах серед вищих навчальних закладів, що визначаються засобами масової інформації та організаціями, які займаються вищою освітою, в тому числі: тижневиками «Новини тижня» («Newsweek»), «Політика», газетами «Юридична газета» («Gazeta Prawna»), «Польща» («Rzeczpospolita») спільно з місячником «Перспективи».
Університет Лазарського є беззаперечним лідером у рейтингах серед юридичних факультетів приватних ВНЗ та з року в рік його позиція у рейтингах зміцнюється. Дуже добру оцінку має факультет економіки та менеджменту, який знаходиться у десятці найкращих у Польщі.

## Навчальна програма
Серед професорсько-викладацького складу університету імені Ришарда Лазарського є професори з Великої Британії, Німеччини та Сполучених Штатів Америки. Приваблива система стипендій та знижок в оплаті за навчання університет імені Ришарда Лазарського дає можливість студентам здобути освіту міжнародного рівня, незалежно від їх матеріального статусу. Приділяється велика увага системі фінансової допомоги, організованої у вигляді стипендій та знижок в оплаті за навчання. В Університеті діє система нагород за досягнення амбітної та зацікавленої молоді. Найбільш здібні та найактивніші студенти мають можливість навчатися безкоштовно.

## Факультети та спеціальності

### Навчання польською мовою

#### Бакалаврат— 3 роки / 6 семестрів
Факультет Економіки
- Економіка енергетики;
- Економічний і бізнес-аналіз;
- Економіка для менеджерів;

Факультет Фінансів та обліку
- Фінанси підприємств;
- Банківська справа і фінансові консультації;
- Управлінський облік (підготовка до екзамену CIMA);
- Фінанси і бухгалтерський облік.

Факультет управління
- Адміністрування самоврядування;
- Європейське адміністрування;
- Державна адміністрація;
- Організація і управління;
- Суспільне управління;

Факультет міжнародних відносин та менеджменту
- Інновації та підприємництво;
- Комунікація в бізнесі;
- Інтерактивний маркетинг;
- Управління людськими ресурсами;
- Управління продажем;
- Міжнародні відносини в добу глобалізації;
- Торгівля і логістика в міжнародних відносинах;
- Міжнародні відносини та європейські науки.

#### Магістратура— 2 роки / 4 семестри
Факультет Права(5 років / 10 семестрів)
- Цивільне та торговельно-економічне право;
- Медичне право;
- Енергетичне право;
- Європейське право;
- Фармацевтичне право;
- Корпораційне право;
- Телекомунікаційне право;
- Криміналістика;
- Податкове право;
- Охорона навколишнього середовища;
- Мас-медійне право.

Факультет економічний
- Економіка для менеджерів;
- Фінанси та банківська справа;
- Управління проектами;
- Менеджерська практика в управлінні людьми — людина в організації знань;
- Бізнес на східних ринках;

Факультет міжнародних відносин
- Торгівля і логістика в міжнародних відносинах;
- Міжнародна безпека;

Факультет суспільного адміністрування
- Урядове адміністрування та адміністрування самоврядування;
- Управління нерухомістю.

### Навчання англійською мовою

#### Бакалаврат— 3 роки / 6 семестрів
Бакалавр економіки бізнесу (BA in Business Economics) — випускник отримує дипломи — польський та британський від університету Ковентрі (Coventry University);
Бакалавр міжнародних відносин та європейського навчання (BA in International Relations and European Studies) — випускник отримує дипломи — польський та британський від Coventry University;
Є можливость навчатися на програмах з одним дипломом. Випускники такої програми отримують тільки один диплом — Лазарського Університету.
Факультет Економіки
- Бізнес економіка (BSc in Business Economics);
- Міжнародні відносини та Європейські науки (BA in International Relations and European Studies):
- Менеджмент (Management);
- Фінанси і бухгалтерський облік (Finance and Accounting);

#### Магістратура— 2 роки / 4 семестри
Магістр в галузі міжнародної економіки бізнесу (MSc in International Business Economics) — випускник отримує дипломи — польський та британський від університету Ковентрі (Coventry University);
Магістр міжнародних відносин (MA in International Relations) — випускник отримує дипломи — польський та британський від університету Ковентрі (Coventry University);
Є можливість навчатися на програмах з одним дипломом. Випускники такої програми отримують тільки один диплом — Лазарського Університету.
Факультет економічний
- Міжнародна бізнес економіка (International Business Economics);
- Міжнародні відносини (MA in International Relations).

## Правила вступу
Обов'язковою умовою для вступу на бакалаврат є наявність свідоцтва про закінчення середньої школи (атестат). Для вступу на рівень магістрату потрібний диплом бакалавра, магістра або диплом про вищу освіту.
Кандидати, що не володіють на достатньому рівні мовою навчання, зобов'язуються до проходження підготовчих мовних курсів.

## Нагороди та рейтинги
- «Юридична газета»– 1 місце в рейтингу приватних шкіл юридичних вузів[1]
- «Дім і ринок» (Home&Market) – рейтинг бізнес-шкіл — 5 місце[2]
- «Перспективи i Польща» – Рейтинг магістра приватних коледжів 4 місце (на 100 коледжів)[3]
- «Польща»(газета) – 1 місце в рейтингу юридичних факультетів університетів[4]
- U-Multirank — 1 місце в рейтингу польських навчальних закладів[недоступне посилання]